# Synaptidae
De Synaptidae zijn een familie van zeekomkommers uit de orde Apodida.

## Geslachten
- Anapta Semper, 1867
- Dactylapta Clark, 1908
- Epitomapta Heding, 1928
- Euapta Östergren, 1898
- Eupatinapta Heding, 1928
- Labidoplax Östergren, 1898
- Leptosynapta Verrill, 1867
- Oestergrenia Heding, 1931
- Opheodesoma Fisher, 1907
- Patinapta Heding, 1928
- Polyplectana Clark, 1908
- Protankyra Östergren, 1898
- Rhabdomolgus Keferstein, 1862
- Rynkatorpa Rowe & Pawson, 1967
- Synapta Eschscholtz, 1829
- Synaptula Örstedt, 1849